# Sphecozone crassa
Sphecozone crassa là một loài nhện trong họ Linyphiidae. Loài này được phát hiện ở Colombia và Brasil.